# 阿齊斯
瓦西爾·特羅揚諾夫·博揚諾夫（羅馬化：Vasil Troyanov Boyanov，1978年3月7日—），藝名阿齊斯（羅馬化：Azis），有著羅姆人血統的保加利亞流行民謠歌手，同時也是一位性別酷兒。阿齊茲曾與許多流行民謠歌手合作，例如格洛麗亞、蘇菲·瑪莉諾娃、英迪拉·拉迪奇等。他在仿傚BBC的最偉大的100名英國人票選活動的偉大的保加利亞人中位列第21名，在存世人物中僅次於曾獲得歐洲足球先生的足球員赫里斯托·斯托伊奇科夫，也是榜上最前的音樂家。另外他在中國大陸亦有一定的知名度，被称为「保加利亞妖王」或「妖王」。
政治活動方面，阿齊斯曾以歐洲羅姆人黨成員的身分參加2005年的保加利亞議會選舉，然而未能當選。

## 生平
阿齊斯在1979年3月9日出生於保加利亞斯利文，其童年則在科斯廷布羅德和索菲亞渡過。1989年，在保加利亞人民共和國政權垮台後，他和他的家人一同移居至德國，其弟弟萊恩（Ryan）和妹妹瑪蒂達（Matilda）也在當地出生。19歲時，阿齊斯回到保加利亞，並在一家餐廳當上民歌歌手，同時也很快的得到一紙唱片合約，不過他在之後的五年間仍舊寂寂無名。後來阿齊斯改變自己的歌唱風格，並以跨性別造型示人，才開始令他成為明星。
在2006年歐洲歌唱大賽中，阿齊斯與瑪莉安娜·波波娃以《讓我哭》一曲代表保加利亞參賽，但未能晉級至決賽。2006年10月1日，他與藝名為尼基·基泰薩（Niki Kitaetsa）的男歌手尼科萊·彼得羅夫·帕爾瓦諾夫（Nikolay Petrov Parvanov）結婚，但他們的婚姻在保加利亞法律不被承認。隔年8月7日，在阿齊斯多年好友加拉（Gala）的幫助下，他們的女兒拉雅（Raya）誕生。2008年，阿齊斯與基泰薩友好地分開。

## 同性戀爭議
2007年11月下旬，索菲亞市長博伊科·鮑里索夫審查了阿齊斯與其丈夫基泰薩赤身祼體接吻的廣告牌。理據為圖片過於煽情，消息傳出後，其他城市亦紛紛仿效。保加利亞LGBT權利運動組織BGO Gemini對此表示抗議。

## 作品

### 錄音室專輯
| 年份 | 原文      | 中文翻譯                  |
| ---- | --------- | ------------------------- |
| 1999 |           | 痛楚                      |
| 2000 |           | 男人也會哭                |
| 2001 |           | 眼淚                      |
| 2002 | AZIS      | 阿齊斯                    |
| 2003 |           | 裸身                      |
| 2004 |           | 國王                      |
| 2004 |           | 一起（feat. 德絲·斯拉瓦） |
| 2005 | AZIS 2005 | 阿齊斯2005                |
| 2006 |           | 天后                      |
| 2011 |           | 噁心的鬍子                |
| 2014 | Azis 2014 | 阿齊斯2014                |

### 合輯
| 年份 | 原文       | 中文翻譯    |
| ---- | ---------- | ----------- |
| 2002 | The Best   | 最好的一個  |
| 2005 |            | 二重奏      |
| 2005 | The Best 2 | 最好的一個2 |

### 迷你專輯
| 年份 | 原文 | 中文翻譯 |
| ---- | ---- | -------- |
| 2003 |      | 吻我吧+  |
| 2004 |      | 怎樣傷害 |

### DVD
- 2003：Шоу спектакъл
- 2004：Нищо лично
- 2004：《最好的影片片段》
- 2004：《與德絲·斯拉瓦一起》
- 2005：《阿齊斯2005》
- 2005：《二重奏》
- 2006：《我，阿齊斯》
- 2007：《阿齊斯》

## 書籍
- 《我，阿齊斯》（Аз, Азис，書本與CD，2006）

## 外部連結
- 阿齊斯的Instagram帳戶